# والتر كينيدي (كاتب)
والتر كينيدي (بالغيلية الإسكتلندية: Bhaltair Cinneide) (و. 1460 – 1508 م) هو شاعر، وكاتب، من إسكتلندا، توفي عن عمر يناهز 48 عاماً.

## التعليم
تعلم في جامعة جلاسكو.